# Soa architectes
SOA architectes est une agence d'architecture créée par Pierre Sartoux et Augustin Rosenstiehl en 2001 à Paris. Laurent Nguyen, chez SOA depuis 2004, devient associé en 2012.
L'agence compte une vingtaine d'architectes et a livré des bâtiments dans différents secteurs : logements, équipement scolaire, équipement culturelle, santé.

## Activité
SOA pratique et revendique la diversité en s’appuyant sur les parcours personnels des deux associés : architecture, design, ethnologie, urbanisme et art conceptuel. Cette méthode de travail collective marque chaque production en favorisant une forte démarche théorique, esthétique et sociologique fondée sur l’analyse des multiples constituantes du territoire géographique et social. Au-delà de ces premiers enjeux, l’agence revendique également une architecture de la poésie, du rêve et de la joie de vivre. SOA pratique également une activité de recherche sur l'urbanisme agricole qui a abouti en 2012 à la fondation de l'association loi 1901 : le LUA - Laboratoire d'Urbanisme agricole.

## Réalisations majeures
- 2013  Eco-Chanvre  Musée et jardin pédagogique à Noyal-sur-Vilaine (35)
- 2012 Thermopyles  Logements sociaux et maison relais à Paris (75014)
- 2012  Crèche Les Coccinelles  Crèche de 45 berceaux à Saint-Gratien (95)
- 2010  Maison de l'enfance  à Saint-Ouen (93)
- 2009  Complexe sportif  à Boigny-sur-Bionne (45)
- 2008 Maison respekt Maison bioclimatique de construction rapide et facilement reproductible.
- 2005 La Tour vivante[1]

## Réalisations en cours
- 2013  Résidence ADOMA  Résidence sociale et maison relais à Paris (75010)
- 2013 Maison du Marais Locaux du parc naturel régional, musée du marais, centre des ressources, salle des conférences, embarcadère, aménagement paysager du site naturel, belvédère du parc, sentier d’interprétation et jardin pédagogique, moulin à vent à Saint-Omer (62)
- 2014  Collège Jean Jaurès  Collège 600 élèves, gymnase, cuisine centrale à Villepinte (93)
- 2014  ZAC du Port lot 3  Logements et ateliers d'artistes à Pantin (93)
- 2014  ZAC Boissière  69 logements sociaux à Montreuil (93)
- 2014  Logements Blanc Mesnil  75 logements à Le Blanc Mesnil (93)
- 2014  Quartier Camille Claudel  logements et commerces à Palaiseau (91)
- 2014 T7B2 ZAC Paris Rive Gauche 13e 75 logements, crèche de 30 berceaux et commerces (75)